# 邮景
邮景（英语：Emailvision）於2014年正式改名為SmartFocus。为电子邮件、手机和社交网络推广开发软件即服务。邮景开发的软件是以客户智能为基础，并提供市场营销管理解决方案。

## 发展
邮景的CEO，Nick Heys于1999年创建公司，其目标是开创一个能够使营销人员充分利用线上关系营销力量的技术平台。公司有办事处和客户服务团队在22个国家和地区，并每月为3000多名世界各地的客户代表提供50万营销活动。
邮景的第一个办事处设立在法国，然后扩展到英国和德国。到2010年，该公司陆续在美国、瑞典、比利时、荷兰、瑞士、西班牙、意大利、香港、上海和圣保罗开设了办事处，为更多的国际客户提供服务和技术支持。2010年Francisco Partners公司收购了邮景的控股权益。2011年，邮景得以进一步扩大，分别在墨西哥、加拿大、葡萄牙、以色列和奥地利创建办事处。

## 收购
2011年邮景收购了两个分别在社交媒体和客户智能领域的辅助软件供应商。2011年1月，该公司收购了ObjectiveMarketer——社会化媒体营销的供应商，以帮助邮件营销人员将社交媒体整合到他们的日常营销活动中。同年6月，邮景收购SmartFocus集团。这是一家以开发客户智能和多渠道营销软件为主的公司。在收购这些公司后不久，邮景将公司总部从法国巴黎迁移到了英国伦敦。
2012年邮景收购了PredictiveIntent公司，该公司的预测分析软件为特色产品。邮景致力于辅助营销人员分析多方面信息，以便更加成功地开展营销活动。这一收购显示了邮景在在线营销软件领域的多元化，从而巩固了邮景在这一领域的地位。

## 产品
邮景为电子邮件、移动设备和社交媒体营销开发的软件即服务用于自动化工作，因此用户便更加有效地运行并管理他们的市场营销活动。该软件可以让用户从各个方面直观电子邮件营销的效果：查看报告和分析、制定营销计划和管理文件夹。
该解决方案还有助于更高级的任务，如：市场细分策略、激发市场营销、整合电子邮件和社交媒体营销活动。API组件使营销人员能够重复使用现有的客户数据，并向存储在CRM、ERP、SFA或其他包括营销司令（Campaign Commander）的内部应用程序内的客户发送电子邮件。该套件包含营销活动管理API、通知消息API和实时数据同步API。
邮景的技术平台可以使营销人员获得用户行为数据，这意味着他们可以以此推断什么样的信息更容易促使点击、访问网站或其他操作。从长远来看这类数据通过更多量身定制的消息，有助于改善营销的投资回报率。
对于社交媒体营销，邮景的技术平台允许电子邮件营销人员通过社交网络传播信息并生成关于分享营销活动内容的报告。除了可以获取通过社交媒体的分享次数，该平台还可以估算在特定的社会空间内可以达到的目标，并识别在社交网络中有影响力的人。具体而言，对于Facebook，邮景的平台含有一个表格工具，能够给予品牌在社交网站中创建电子邮件，并捕获数据的能力。
在2011年第四季度，邮景的发布了营销司令企业版。该项新产品在邮景的工具组合提供了一个整体的解决方案，因此营销人员能够对他们的客户数据进行分析，在客户智能中发现“智能细分”，并立即使这些细分可以运用到新的营销活动中。

## 技术合作
邮景为加强其电子邮件营销软件和社交媒体营销软件与CRM、电子商务、网站数据分析和其他互补性的在线营销工具的兼容性，与其技术合作伙伴创立了战略性联盟。

### CRM供应商
- Salesforce.com
- Microsoft Dynamics
- SugarCRM

### 电子商务平台供应商
- Magento
- Digital River

### 网站数据分析供应商
- Adobe Omniture
- Webtrends
- Coremetrics
- AT Internet
- comScore

### 营销软件供应商
- Bazaarvoice
- Criteo

## 全球办公室
邮景现在分布在全球22个国家和地区：奥地利、比利时、巴西、加拿大、中国、法国、德国、以色列、意大利、墨西哥、荷兰、葡萄牙、俄罗斯、西班牙、瑞典、土耳其、瑞士、英国和美国等。

## 链接
- 企业版Campaign Commander
- Acer电子邮件营销成功案例 （页面存档备份，存于）
- 电子邮件营销成功案例
- 手机营销